# Nepenthes spathulata
Nepenthes spathulata ist eine Pflanzenart aus der Gattung der Kannenpflanzen (Nepenthes). Diese fleischfressende Pflanze ist im südlichen Sumatra heimisch.

## Beschreibung

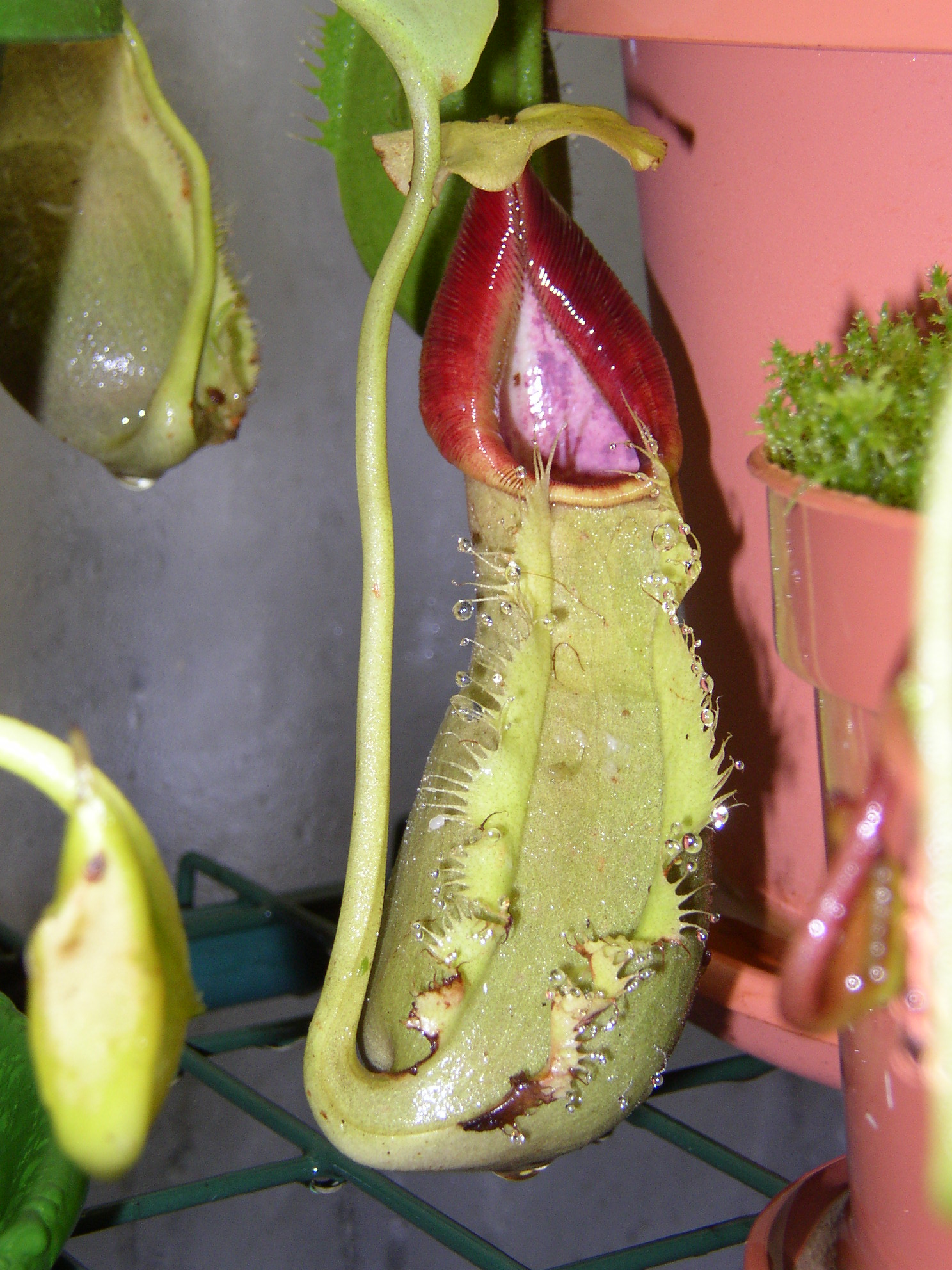
Grüne Bodenkanne

Nepenthes spathulata wächst als Kletterpflanze oder Epiphyt und wird ein bis zwei Meter lang. Die Stängel von kurzen Trieben sind rund oder leicht eckig und 0,8 cm im Durchmesser mit 1 bis 2 cm langen Internodien, die Kletterstiele stark 4-eckig und 0,5 bis 0,8 cm im Durchmesser und ihre Internodien 2,5 bis 8 cm lang.
Nepenthes spathulata zeigt einen der der extremsten Blattdimorphismus der Gattung. Die ledrigen Blätter sind sitzend oder gestielt. Die Blätter der Rosetten und Kurztrieben sind deutlich gestielt und auffällig breit. Die Spreite sind spatelförmig-verkehrteiförmig, 17 bis 25 cm lang und 5 bis 7 cm breit, ihre Spitze gerundet und etwas ausgerandet oder stumpf und kaum schildförmig. An der Basis umfasst eine Blattscheide den stielrunden Stängel. Die Blätter der längeren Klettertrieb hingegen sind sitzend, verkehrtlanzettlich-länglich oder spatelförmig-oval bis spatelförmig, 10,5 bis 18 cm lang und 3 bis 4 cm breit mit spitzer Blattspitze. Die ohrförmige Basis umfasst den 4-eckigen Stängel.
Die unteren Kannen sind eiförmig-zylindrisch, 16 bis 19 lang und 5 bis 6 cm breit, wobei sie sich zur Öffnung hin auf eine Breite von 3,5 bis 4,5 cm verjüngen. Die oberen Kannen sind entweder subzylindrisch, in der Mitte leicht verengt oder in der unteren Hälfte breit bis schmal ellipsoid und an der oberen Hälfte  zylindrisch. Sie sind 16 bis 23,5 cm hoch, 5 bis 6 cm breit an der unteren Hälfte und 3 bis 4 cm breit an der oberen Hälfte. Die Farbe der Kannen ist grün oder grün und hellviolett oder rot gesprenkelt. Das Peristom ist scharlachrot.
Der 14 bis 24 cm lange und 2,5 bis 3 cm durchmessende männliche Blütenstand sitzt auf einem 6 bis 6,5 cm langen und an der Basis 2 bis 3 cm durchmessenden Blütenstandsstiel. Die 40 bis 60 einzelnen Blüten sind gestielt und haben fadenförmige Tragblätter. Ihre länglich-ovalen Blütenblätter sind 4 bis 5,5 cm lang und 2,5 bis 3 mm breit. Der Fruchtstand wächst horizontal, ist 16 bis 25 cm lang und 3,5 bis 7 cm breit, sein Stiel ist 11 bis 15 cm lang und hat an der Basis einen Durchmesser von 3,5 bis 4,5 mm. Die 20 bis 40 Früchte stehen aufrecht. Die Kapselfrüchte sind 20 bis 24 mm lang und 3 bis 3,5 mm breit, die Samen 11 bis 15 mm lang und 0,5 bis 0,75 mm breit.

## Vorkommen, Lebensraum und Gefährdung
Nepenthes spathulata ist in der Provinz Jambi im südlichen Sumatra beheimatet, daneben gibt es Bestände im Westen von Java. Die Art hat in Sumatra mit 900 bis 2850 m einen sehr weiten Höhenbereich, kommt aber überwiegend zwischen 1900 und 2400 m vor. Sie wächst sowohl epiphytisch als auch terrestrisch in oberen Bergwäldern und Buschland.
Nepenthes spathulata ist durch Übersammlung und möglichen Vulkanausbruch gefährdet, jedoch weit verbreitet und häufig vorkommend. Die Mehrheit der Subpopulationen wächst in abgelegenen Gebieten und die Nachfrage nach Pflanzen der Art ist nicht groß genug um signifikante Rückgänge zu verursachen. Für Subpopulationen auf Java besteht aber ein hohes Risiko der Ausrottung, Nepenthes spathulata wurde dort von Pflanzensammlern stark ausgebeutet. Dies hat jedoch keinen Einfluss auf die Gesamtbewertung der IUCN, so dass die Art als nicht gefährdet (Least Concern, LC) eingestuft wird. Eine kleine Anzahl von Subpopulationen befindet sich in Schutzgebieten, es gibt jedoch derzeit keine direkten Erhaltungsmaßnahmen. Nepenthes spathulata ist im CITES-Anhang II aufgeführt.

## Systematik

### Taxonomie
Die Erstbeschreibung von Nepenthes spathulata erfolgte 1935 durch Benedictus Hubertus Danser in Bulletin du Jardin Botanique de Buitenzorg, sér. 3, 13, S. 465. Das Artepitheton spathulata leitet sich vom lateinischen Wort spathula für Spatel ab und bedeutet spatelförmig, dies bezieht sich auf die spatelförmigen Blätter.

### Verwandte Arten
Nepenthes spathulata ist mit Nepenthes singalana eng verwandt. Sie unterscheidet sich von dieser durch die eckigeren Stängel (dieses Merkmal kann sich jedoch mit Sammlungen von Nepenthes singalana überlappen), durch ein breiteres Peristom, den eiförmigen Deckel und der geringeren Anzahl  der Deckeldrüsen. Daneben ist die Anordnung der Deckeldrüsen unterschiedlich, eher wie bei Nepenthes gymnamphora und Nepenthes pectinata, den beiden Arten die Danser  als am engsten verwandt mit Nepenthes spathulata ansah. Cheek und Jebb hingegen sehen eine engere Verwandtschaft von Nepenthes spathulata mit Nepenthes ovata.